# 盾翼管螺
盾翼管螺（学名：Pterotrachea scutata），是异足目翼管螺科翼管螺属的一种。主要分布于中国大陆，浮游生活。